# 람다 환
가환대수학과 대수적 위상수학에서 람다 환(λ環, 영어: λ-ring)은 벡터 공간의 외대수 연산과 유사한 공리들을 만족시키는 일련의 연산들이 부여된 가환환이다.

## 정의

### 다항식Pn,Pm,n
기본 대칭 다항식
{\displaystyle e_{i}\in \mathbb {Z} [x_{1},\dots ,x_{n}]\qquad \forall i\in \{0,1,\dots ,n\}}
{\displaystyle e_{i}(x_{1},\dots ,x_{n})=\sum _{1\leq j_{1}<j_{2}<\cdots <j_{i}\leq n}x_{i_{1}}x_{i_{2}}\cdots x_{i_{j}}}
을 정의하자.
다항식
{\displaystyle P_{n}\in \mathbb {Z} [x_{1},\dots ,x_{n},y_{1},\dots ,y_{n}]\qquad \forall n\in \mathbb {N} }
{\displaystyle P_{m,n}\in \mathbb {Z} [x_{1},\dots ,x_{mn}]\qquad \forall m,n\in \mathbb {N} }
은 다음 성질에 의하여 유일하게 정의되는 정수 계수 다항식이다.:8, §2.1
{\displaystyle \sum _{n}P_{n}\left(e_{1}({\vec {x}}),\dots ,e_{n}({\vec {x}}),e_{1}({\vec {y}}),\dots ,e_{n}({\vec {y}})\right)t^{n}=\prod _{i,j=1}^{n}(1+x_{i}y_{j}t)\in \mathbb {Z} [t,{\vec {x}},{\vec {y}}]}
{\displaystyle \sum _{m}P_{m,n}(x_{1},\dots ,x_{mn})t^{m}=\prod _{1\leq i_{1}<i_{2}<\cdots <i_{n}\leq mn}(1+x_{i_{1}}x_{i_{2}}\cdots x_{i_{n}}t)\in \mathbb {Z} [t,x_{1},\dots ,x_{mn}]}
여기서 다음과 같은 약자를 사용하였다.
{\displaystyle {\vec {x}}=(x_{1},x_{2},\dots ,x_{n})}
{\displaystyle {\vec {y}}=(y_{1},y_{2},\dots ,y_{n})}

### 람다 환
람다 환은 다음과 같은 데이터로 구성된다.:7, Definition 2.1:§16.4:7, Definition 1.10
- 가환환 {\displaystyle R}
- 각 자연수(음이 아닌 정수) {\displaystyle n\in \mathbb {N} }에 대하여, 함수 {\displaystyle \lambda ^{n}\colon R\to R}. 이들을 {\displaystyle n}차 람다 연산(영어: {\displaystyle n}th λ-operation)이라고 한다.

이 함수 {\displaystyle \lambda ^{n}}들은 다음과 같은 공리들을 만족시켜야 한다.
{\displaystyle \lambda ^{0}(r)=1\qquad \forall r\in R}
{\displaystyle \lambda ^{1}(r)=r\qquad \forall r\in R}
{\displaystyle \lambda ^{n}(1)=0\qquad \forall n\geq 2}
(합의 람다 연산) {\displaystyle \lambda ^{n}(r+s)=\sum _{i+j=n}\lambda ^{i}(r)\lambda ^{j}(s)\qquad \forall r,s\in R,\;n\in \mathbb {N} }
(곱의 람다 연산) {\displaystyle \lambda ^{n}(rs)=P_{n}(\lambda ^{1}(r),\dots ,\lambda ^{n}(r),\lambda ^{1}(s),\dots ,\lambda ^{n}(s))\qquad \forall r,s\in R,\;n\in \mathbb {N} }
(람다 연산의 합성) {\displaystyle \lambda ^{m}(\lambda ^{n}(r))=P_{m,n}(\lambda ^{1}(r),\dots ,\lambda ^{mn}(r))\qquad \forall r\in R\;n\in \mathbb {N} }
람다 환의 모임은 대수 구조 다양체를 이룬다. 두 람다 환 {\displaystyle R}, {\displaystyle R'} 사이의 준동형은 대수 구조로서의 준동형이다. 즉, 환 준동형 {\displaystyle f\colon R\to R'} 가운데 다음 조건을 만족시키는 것이다.:§16.4:10, Definition  1.25
{\displaystyle f(\lambda ^{n}(r))=\lambda ^{n}(f(r))\qquad \forall r\in R,\;n\in \mathbb {N} }
람다 환과 람다 환 준동형은 범주 {\displaystyle \lambda {\text{-Ring}}}를 이룬다.

### 애덤스 연산
코호몰로지 연산의 일종인 애덤스 연산을 위상 K군으로부터 임의의 람다 환에 대하여 일반화할 수 있다.:§2.2
람다 환 {\displaystyle R}에 대하여, 람다 연산의 생성 함수를 정의하자.:(16.10):7, (1.7)
{\displaystyle \lambda _{t}(r)=\sum _{i=0}^{\infty }\lambda ^{i}(r)t^{i}\in R[[t]]}
그렇다면, {\displaystyle R} 위의 애덤스 연산
{\displaystyle \Psi ^{n}\colon R\to R\qquad \forall n\in \mathbb {Z} ^{+}}
{\displaystyle \Psi _{t}(r)=\sum _{i=1}^{\infty }\Psi ^{i}(r)t^{i}\in R[[t]]}
은 다음과 같다.:§16.20
{\displaystyle \Psi _{t}(r)=-t{\frac {\operatorname {d} }{\mathrm {d} t}}\ln \left(\lambda _{-t}(r)\right)\qquad \forall r\in R}
즉, 애덤스 연산을 람다 연산으로부터 정의할 수 있으며 반대로 람다 연산을 애덤스 연산으로부터 정의할 수도 있다.

## 성질
람다 환 {\displaystyle R}에 대하여, 다음 성질들이 성립한다.
- {\displaystyle \lambda _{t}\colon (R,+)\to R[[t]]^{\times }}는 아벨 군의 준동형을 이룬다. 즉, 다음이 성립한다.[3]:7, Proposition 1.13
{\displaystyle \lambda _{t}(r+s)=\lambda _{t}(r)\lambda _{t}(s)\qquad \forall r,s\in R}
{\displaystyle \lambda _{t}(0)=1}
{\displaystyle \lambda _{t}(-r)=\lambda _{t}(r)^{-1}\qquad \forall r\in R}
- 정수 {\displaystyle n\in \mathbb {Z} }에 대하여, {\displaystyle \lambda _{t}(n)=(1+t)^{n}}이다.

### 범주론적 성질
람다 환의 범주에서 가환환의 범주 {\displaystyle \operatorname {CRing} }로 가는 망각 함자
{\displaystyle F\colon \lambda {\text{-Ring}}\to \operatorname {CRing} }
는 왼쪽 수반 함자와 오른쪽 수반 함자를 동시에 갖는다.:§16.1
{\displaystyle S\dashv F\dashv \Lambda }
여기서
- 함자 {\displaystyle S\colon \colon \operatorname {CRing} \to \lambda {\text{-Ring}}}는 자유 람다 환(영어: free λ-ring) 함자이다. 이는 람다 환이 대수 구조 다양체를 이루므로 항상 존재한다.
- 함자 {\displaystyle \Lambda \colon \operatorname {CRing} \to \lambda {\text{-Ring}}}는 가환환 {\displaystyle R}를 {\displaystyle 1+xR[[x]]} 위의 람다 환 구조로 대응시킨다.

## 예

### 이항환
다음 두 조건을 만족시키는 가환환 {\displaystyle R}를 이항환(二項環, 영어: binomial ring)이라고 한다.
- 덧셈군 {\displaystyle (R,+)}의 꼬임 부분군이 자명군이다. 즉, 표준적 준동형 {\displaystyle \iota \colon R\to R\otimes _{\mathbb {Z} }\mathbb {Q} }는 단사 함수이다.
- 모든 이항 계수 {\displaystyle \textstyle {\binom {r}{n}}\;(r\in R)}를 원소로 포함한다. 즉, 임의의 {\displaystyle r\in R} 및 {\displaystyle n\in \mathbb {N} }에 대하여, {\displaystyle \iota (s)=\textstyle {\binom {r}{n}}=r(r-1)\cdots (r-n+1)/n!\in R\otimes _{\mathbb {Z} }\mathbb {Q} }가 되는 {\displaystyle s\in R}가 (유일하게) 존재한다.

이항환 {\displaystyle R} 위에 {\displaystyle \lambda ^{n}(k)=\textstyle {\binom {k}{n}}}을 정의한다면, 이는 람다 환을 이룬다.:Theorem 5.3 예를 들어, (한원소 공간 위의 위상 K군인:9, Example 1.16) 정수환 {\displaystyle \mathbb {Z} \cong \operatorname {K} ^{0}(\{\bullet \})}는 이항환이며 따라서 람다 환을 이룬다.:6, §1.2.1
이항환의 개념은 모든 애덤스 연산이 항등 함수인 람다 환의 개념과 동치이다.

### 비트 벡터
가환환 {\displaystyle R} 위의 형식적 멱급수환 {\displaystyle R[[x]]} 속의, {\displaystyle x^{0}}항의 계수가 1인 형식적 멱급수들로 구성된 부분 집합
{\displaystyle \Lambda (R)=1+xR[[x]]\subseteq R[[x]]}
을 생각하자. 이는 {\displaystyle R[[x]]}-곱셈에 대하여 가환 모노이드를 이룬다.
{\displaystyle \Lambda (R)} 위에 다음과 같은 가환환 및 람다 환 구조를 부여할 수 있다.:7, §2:§9.1
- {\displaystyle \Lambda (R)}의 덧셈은 {\displaystyle R[[x]]}의 곱셈이다.
- {\displaystyle \Lambda (R)}의 곱셈은 다음과 같다.[2]:§9.15
{\displaystyle (1+r_{1}x+r_{2}x^{2}+\cdots )\cdot (1+s_{1}x+s_{2}x^{2}+\cdots )=1+\sum _{n=1}^{\infty }P_{n}(r_{1},\dots ,r_{n},s_{1},\dots ,s_{n})x^{n}}
- {\displaystyle \Lambda (R)}의 람다 연산은 다음과 같다.[2]:(16.8)
{\displaystyle \lambda ^{n}(1+r_{1}x+r_{2}x^{2}+\cdots )=1+\sum _{m=1}^{\infty }P_{m,n}(r_{1},\dots ,r_{mn})t^{m}}

이 환은 {\displaystyle R} 계수의 (큰) 비트 벡터 환 {\displaystyle \operatorname {WittVector} (R)}과 동형이다. 비트 벡터는 통상적으로 {\displaystyle R^{\mathbb {Z} ^{+}}} 위에 비트 다항식들을 통해 주어지는 특별한 가환환 구조로 정의된다. 이 경우
{\displaystyle \operatorname {WittVector} (R)\to \Lambda (R)}
{\displaystyle (x_{1},x_{2},\dots )\mapsto {\frac {1}{(1-x_{1}t)(1-x_{2}t^{2})\cdots }}\in \mathbb {R} [[t]]}
는 환의 동형을 정의한다.:(9.22):Theorem 4.16 이를 아르틴-하세 지수 함수(영어: Artin–Hasse exponential map)라고 한다.
이는 함자
{\displaystyle \Lambda \colon \operatorname {CRing} \to \lambda {\text{-Ring}}}
를 정의하며, 이는 망각 함자
{\displaystyle F\colon \lambda {\text{-Ring}}\to \operatorname {CRing} }
의 오른쪽 수반 함자이다.
{\displaystyle F\dashv \Lambda }

### 대칭 다항식 환
가산 무한 개의 변수 {\displaystyle {\vec {x}}=(x_{1},x_{2},\dots )}의 형식적 멱급수환 {\displaystyle Z[[{\vec {x}}]]}을 생각하자. {\displaystyle Z[[{\vec {x}}]]}의 원소는 유한 또는 무한 개의 항들의 합이며, 각 항은 유한 개의 변수 {\displaystyle x_{i}}들의 곱이다.
가산 무한 개의 변수 {\displaystyle {\vec {x}}=(x_{1},x_{2},\dots )}의 대칭 다항식 {\displaystyle p\in Z[[{\vec {x}}]]}은 다음 두 조건을 만족시키는 형식적 멱급수이다.:§2.2:(9.38), (9.39)
- 임의의 순열 {\displaystyle \sigma \in \operatorname {Sym} (\mathbb {Z} ^{+})}에 대하여 {\displaystyle p(x_{\sigma (1)},x_{\sigma (2)},\dots )=p(x_{1},x_{2},\dots )}이다. (여기서 {\displaystyle \operatorname {Sym} (\mathbb {Z} ^{+})}는 양의 정수의 집합 위의 대칭군이다.)
- {\displaystyle p}에 속하는 항들의 계수의 집합은 유계 집합이다 (즉, 상계를 갖는다).

대칭 다항식들의 집합은 {\displaystyle \mathbb {Z} [[{\vec {x}}]]}의 부분환을 이루며, 그 모든 원소는 기본 대칭 다항식
{\displaystyle e_{i}({\vec {x}})=\sum _{1\leq j_{1}<j_{2}<\cdots <j_{i}}x_{j_{1}}x_{j_{2}}\cdots x_{j_{i}}\in \mathbb {Z} [[{\vec {x}}]]}
들의 유한 곱들의 유한 합으로 나타낼 수 있다. 즉, 이 환을 {\displaystyle \mathbb {Z} [e_{0}({\vec {x}}),e_{1}({\vec {x}}),\dots ,]}로 표기할 수 있다.
그 위에 다음과 같은 람다 환 구조를 정의할 수 있다.:§16.65
{\displaystyle \lambda ^{m}\colon e_{n}({\vec {x}})\mapsto P_{m,n}(e_{1}({\vec {x}}),\dots ,e_{mn}({\vec {x}}))}
그렇다면, {\displaystyle \mathbb {Z} [e_{1}({\vec {x}}),\dots ,e_{n}({\vec {x}})]}는 1변수 정수 계수 다항식환 {\displaystyle \mathbb {Z} [e]} 위의 자유 람다 환이다.:Theorem 2.1:Theorem 16.74 즉, 자유 람다 환 함자 {\displaystyle S\colon \operatorname {CRing} \to \lambda {\text{-Ring}}} 함자 아래 {\displaystyle \mathbb {Z} [e]}의 상이다. 또한, {\displaystyle S} 아래 임의의 환 준동형
{\displaystyle f\colon \mathbb {Z} [e]\to R}
{\displaystyle f\colon e\mapsto f(e)\in R}
의 상은 다음과 같은 람다 환 준동형이다.
{\displaystyle Sf\colon \mathbb {Z} [e_{1}({\vec {x}}),\dots ,e_{n}({\vec {x}})]\to R}
{\displaystyle Sf\colon e_{n}\mapsto \lambda ^{n}(f(e))}

### 위상 K이론
파라콤팩트 하우스도르프 공간 {\displaystyle X} 위의 위상 K군 {\displaystyle \operatorname {K} _{K}^{0}(X)}는 람다 환을 이룬다.:9, Example 1.16 이 경우 {\displaystyle \lambda ^{n}}은 벡터 다발 위의  외대수 {\displaystyle \lambda ^{n}[E]=[\Lambda ^{n}(E;K)]}이다.

### 표현환
유한군 {\displaystyle G} 위의 체 {\displaystyle K} 계수 표현환 {\displaystyle \operatorname {Repr} (G;K)} (군의 유한 차원 {\displaystyle K}-벡터 공간 표현들의 반환의 그로텐디크 구성)은 람다 환을 이룬다.:9, Example 1.17 이 경우, {\displaystyle \lambda ^{n}}은 군의 표현의 외대수이다.
{\displaystyle \lambda [r-r']=\lambda (r^{\wedge n}-r'^{\wedge n})\qquad (r\colon G\to V,\;r'\colon G\to V',\;r^{\wedge n}\colon G\to \Lambda ^{n}V,\;r'^{\wedge n}\colon G\to \Lambda ^{n}V}

## 역사
알렉산더 그로텐디크가 1958년에 그로텐디크-리만-로흐 정리를 연구하기 위하여 도입하였다.:§16.1
역사적으로, {\displaystyle P_{n}} 및 {\displaystyle P_{m,n}}으로 정의된 항등식들을 따르는 가환환들은 "특수 람다 환"(영어: special λ-ring)으로 불렸으며, "람다 환"이라는 용어는 이 조건들이 생략된, 더 일반적인 개념을 일컬었다. 그러나 오늘날에는 후자의 개념은 더 이상 널리 사용되지 않으며, "람다 환"이라는 용어는 특수 람다 환을 일컫는다.:§16.1

## 같이 보기
- 천 특성류
- 대칭 함수
- K이론